# HTTP 303
Statusni kod 303 See Other HTTP odgovora je pravi način da se web aplikacije preusmere na novi URI, naročito pošto je HTTP POST izvršen. 
Ovakav odgovor označava da se ispravan odgovor može naći pod drugačijim URI-jem i da ga treba potražiti koristeći GET metodu. Naznačeni URI nije zamena reference za originalni izvor. 
Ovaj statusni kod bi trebalo da se koristi sa location hederom kako je opisano ispod.
303 See Other je predložen kao jedan način odgovaranja na zahtev za URI koji identifikuje realan objekat prema Semantičkoj Web teoriji (drugo korišćenje hash URIs). Na primer, ako http://www.example.com/id/alice%5B%5D identifikuje kao osoba, onda bi bilo neprikladno da server odgovori na GET zahtev sa 200 OK, ukoliko server nije u mogućnosti da taj odgovor prosledi Alisi licno. Umesto toga, server bi trebalo da generiše 303 See Other odgovor koji preusmerava u odvojen URI i pruža opis Alise.
303 See Other može se koristiti i za druge svrhe. Na primer, kada pravimo RESTfull web API koji mora da vrati pozivaocu momentalno ali i da nastavi izvršavanje asinhrono (kao sto je video konverzacija), web API može da obezbedi statusnu proveru URI-ja koji omogucava originalnom klijentu koji je zatražio konverzaciju da proveri status konverzacije. Ova provera statusa web API-ja treba da vrati 303 See Other pozivaocu kada je zadatak izvršen, zajedno sa URI-jem sa kog može da preuzme rezultat u Location HTTP zaglavlje polju.

## Primer
Zahtev klijenta:
```
GET / HTTP/1.1
Host: www.example.com

```

Odgovor servera:
```
HTTP/1.1 303 See Other
Location: http://example.org/other

```